# Gasques
Gasques ist eine französische Gemeinde mit 406 Einwohnern (Stand: 1. Januar 2022) im Département Tarn-et-Garonne in der Region Okzitanien. Sie gehört zum Kanton Valence und zum Arrondissement Castelsarrasin. 
Nachbargemeinden sind Perville im Nordwesten, Castelsagrat im Norden, Saint-Clair im Osten, Goudourville im Südosten, Valence im Süden, Clermont-Soubiran im Südwesten und Grayssas im Westen.

## Bevölkerungsentwicklung

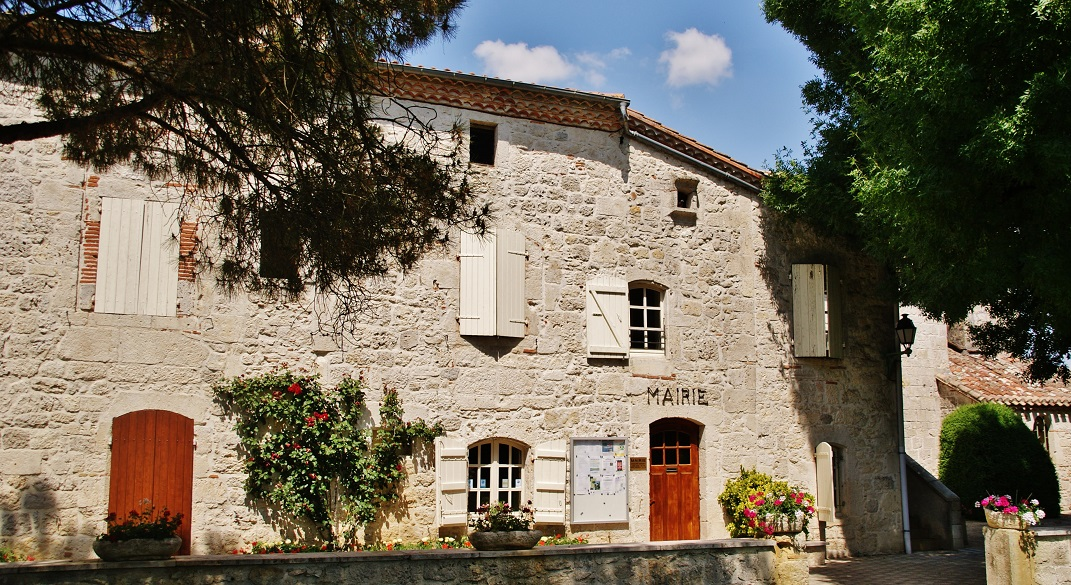
Mairie Gasques

| Jahr      | 1962 | 1968 | 1975 | 1982 | 1990 | 1999 | 2006 | 2015 |
| --------- | ---- | ---- | ---- | ---- | ---- | ---- | ---- | ---- |
| Einwohner | 333  | 292  | 277  | 274  | 358  | 401  | 393  | 411  |